# Dinas
Dinas est une localité de la province du Zamboanga du Sud, aux Philippines. En 2015, elle compte 35 504 habitants.